# Sapareva Banya
Sapareva banja (em búlgaro:  Сапарева баня) é uma cidade da Bulgária, localizada no distrito de Kyustendil. A sua população era de 4 112 habitantes segundo o censo de 2010.
Era conhecida como Germânia na Dácia (Germania in Dacia) durante o período romano.

## População
| Sapareva banja | Sapareva banja | Sapareva banja | Sapareva banja | Sapareva banja | Sapareva banja | Sapareva banja | Sapareva banja | Sapareva banja | Sapareva banja | Sapareva banja | Sapareva banja | Sapareva banja | Sapareva banja | Sapareva banja | Sapareva banja | Sapareva banja | Sapareva banja | Sapareva banja | Sapareva banja |
| --- | -------------- | -------------- | -------------- | -------------- | -------------- | -------------- | -------------- | -------------- | -------------- | -------------- | -------------- | -------------- | -------------- | -------------- | -------------- | -------------- | -------------- | -------------- | -------------- |
| Ano | 1887           | 1910           | 1934           | 1946           | 1956           | 1965           | 1975           | 1985           | 1992           | 2001           | 2002           | 2003           | 2004           | 2005           | 2006           | 2007           | 2008           | 2009           | 2010           |
| População |                |                |                | …              | …              | …              | 6 713          | 6 780          | 4 635          | 4 420          | 4 366          | 4 366          | 4 313          | 4 273          | 4 206          | 4 163          | 4 163          | 4 143          | 4 112          |
| Fontes: Instituto Nacional de Estatísticas, „citypopulation.de“, „pop-stat.mashke.org“, Bulgarian Academy of Sciences |                |                |                |                |                |                |                |                |                |                |                |                |                |                |                |                |                |                |                |